# José Revilla Haya
José Revilla Haya o José de la Revilla Haya (Madrid, 15 de noviembre de 1864 – Ascain, Francia, 9 de octubre de 1955) fue un ingeniero de minas y geólogo español. Desarrolló durante más de cuarenta años destacadas labores profesionales en las cuencas mineras de Asturias y León, de cuyo Distrito Minero fue ingeniero jefe entre 1909 y 1919, y en el Ministerio de Fomento donde fue miembro del Consejo de Minería entre 1929 y 1932, inspector general de Minas y presidente de la Sección de Tecnología y Estadística del Consejo de Minería.

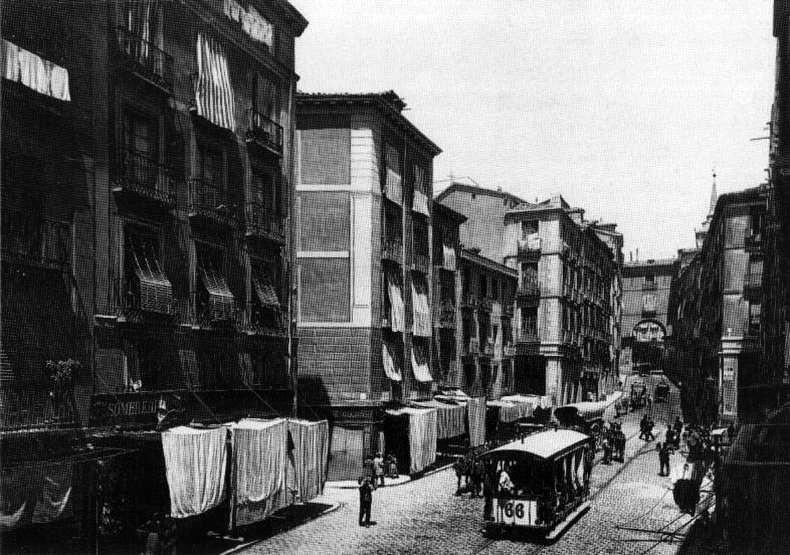
Calle de Toledo en 1890, los habitantes que paseaban por sus calles a mediados y finales del hacen que existan numerosas descripciones costumbristas acerca de su popularidad.

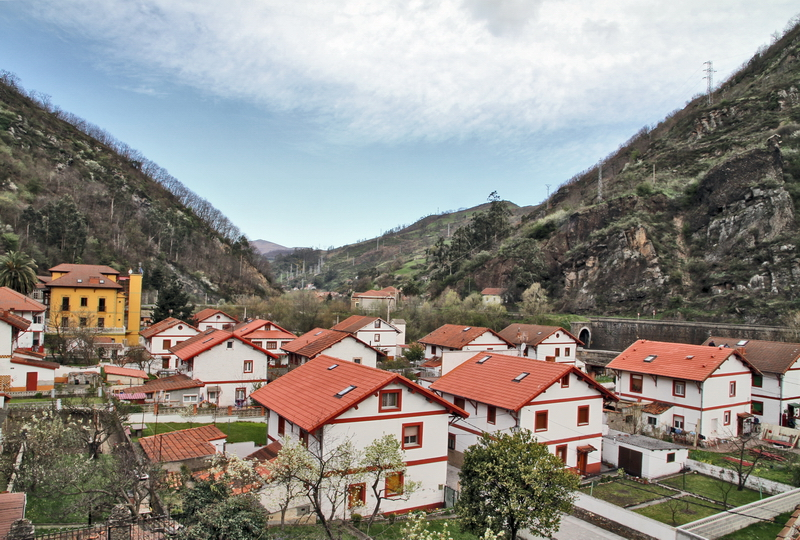
Vista del poblado minero de Bustiello, Mieres (Asturias), construido siguiendo el modelo de las viviendas de Mulhouse en Francia.

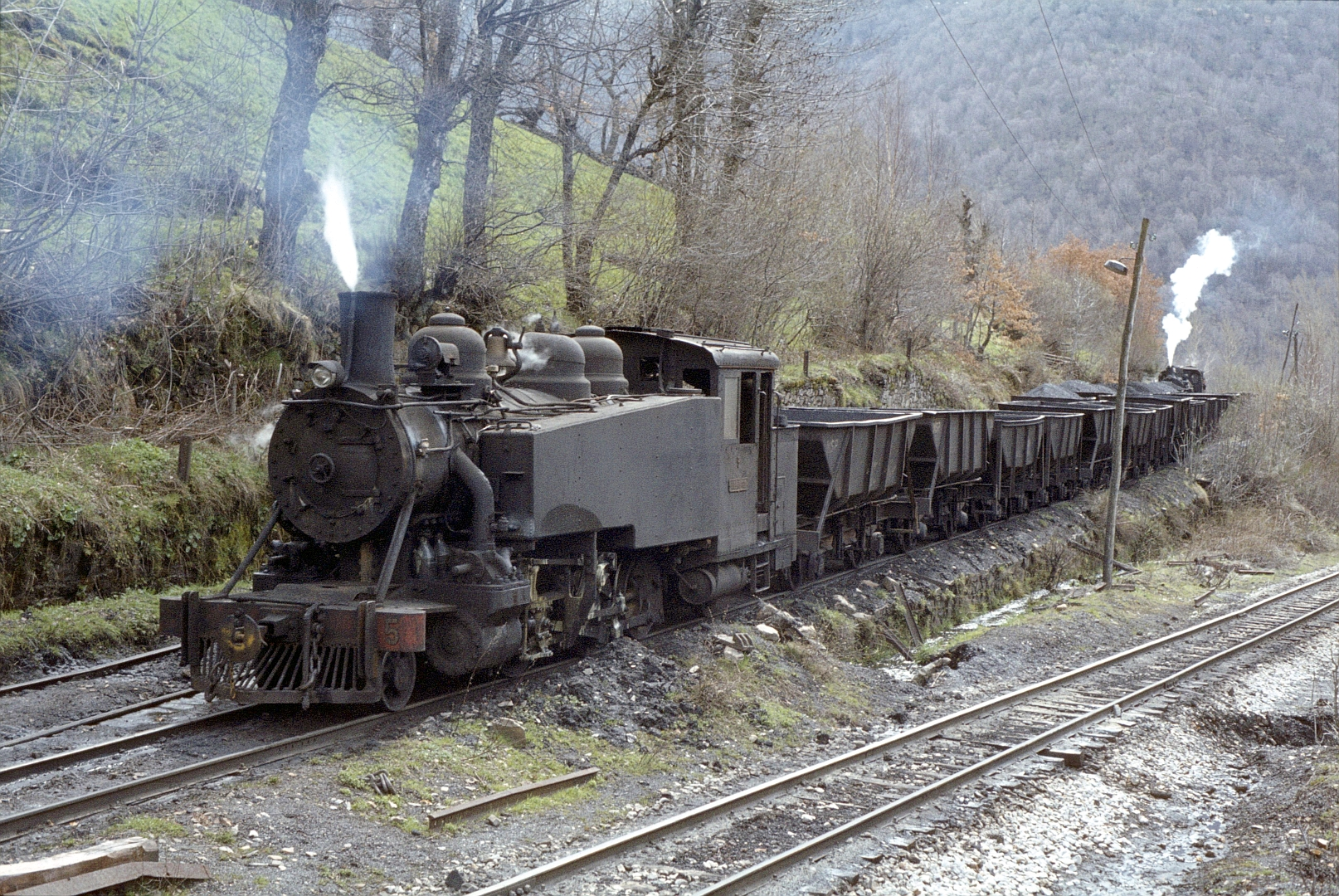
Ferrocarril Ponferrada-Villablino (León).

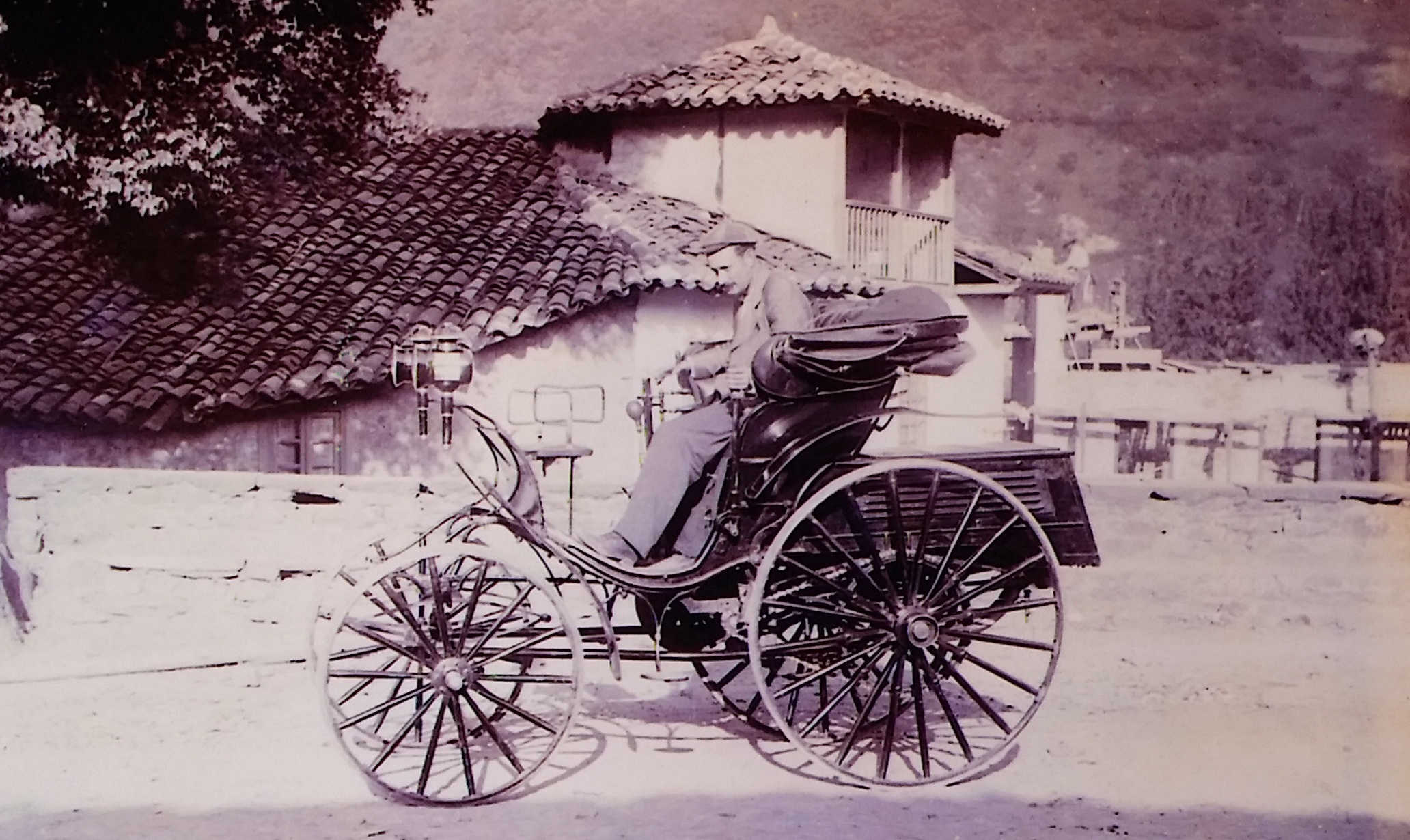
José Revilla en su Benz modelo Victoria durante la década de 1890. Fue el primer vehículo de esta marca que se importó a España

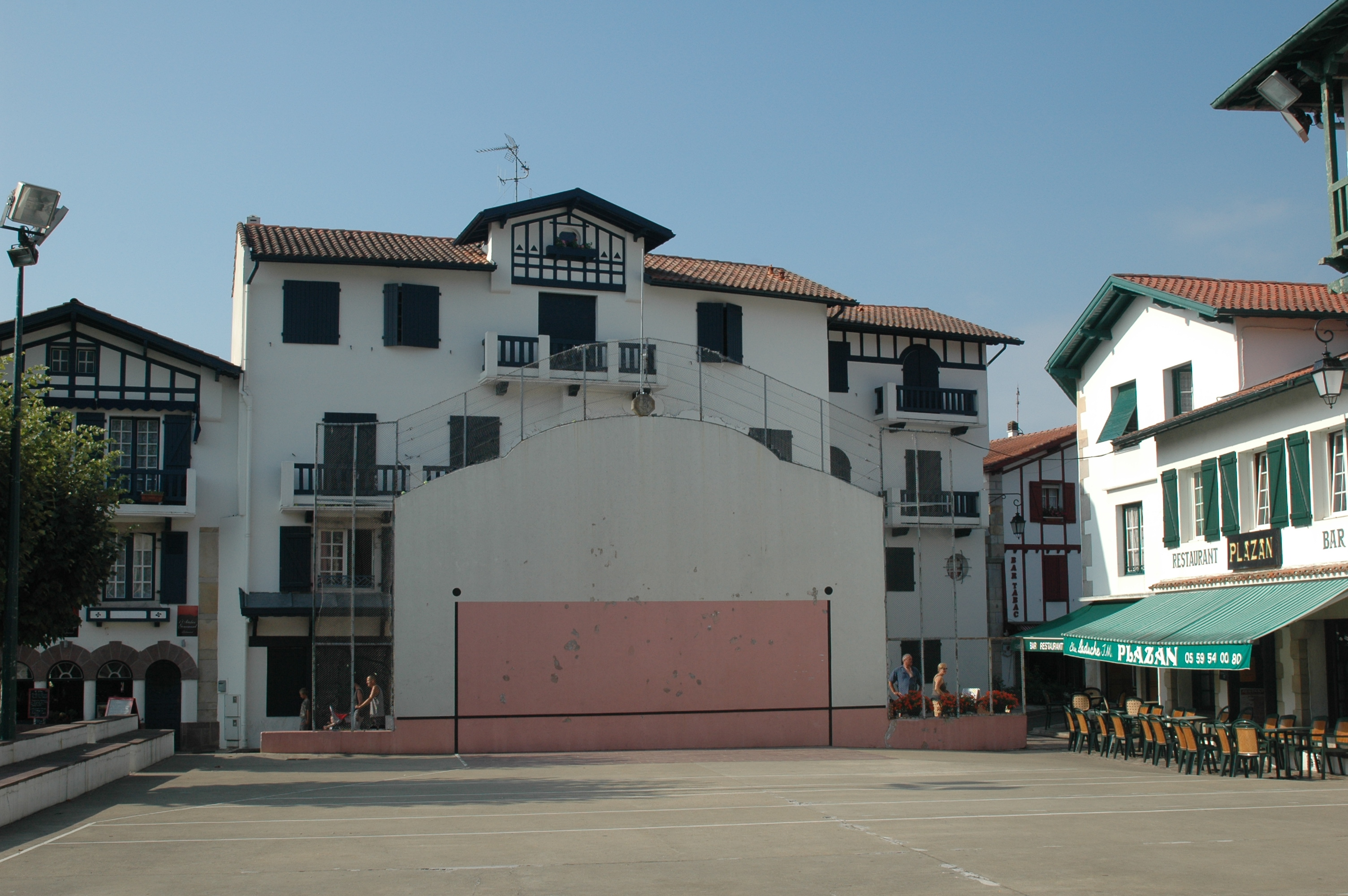
Frontón de Ascain, Pirineos Atlánticos (Francia).

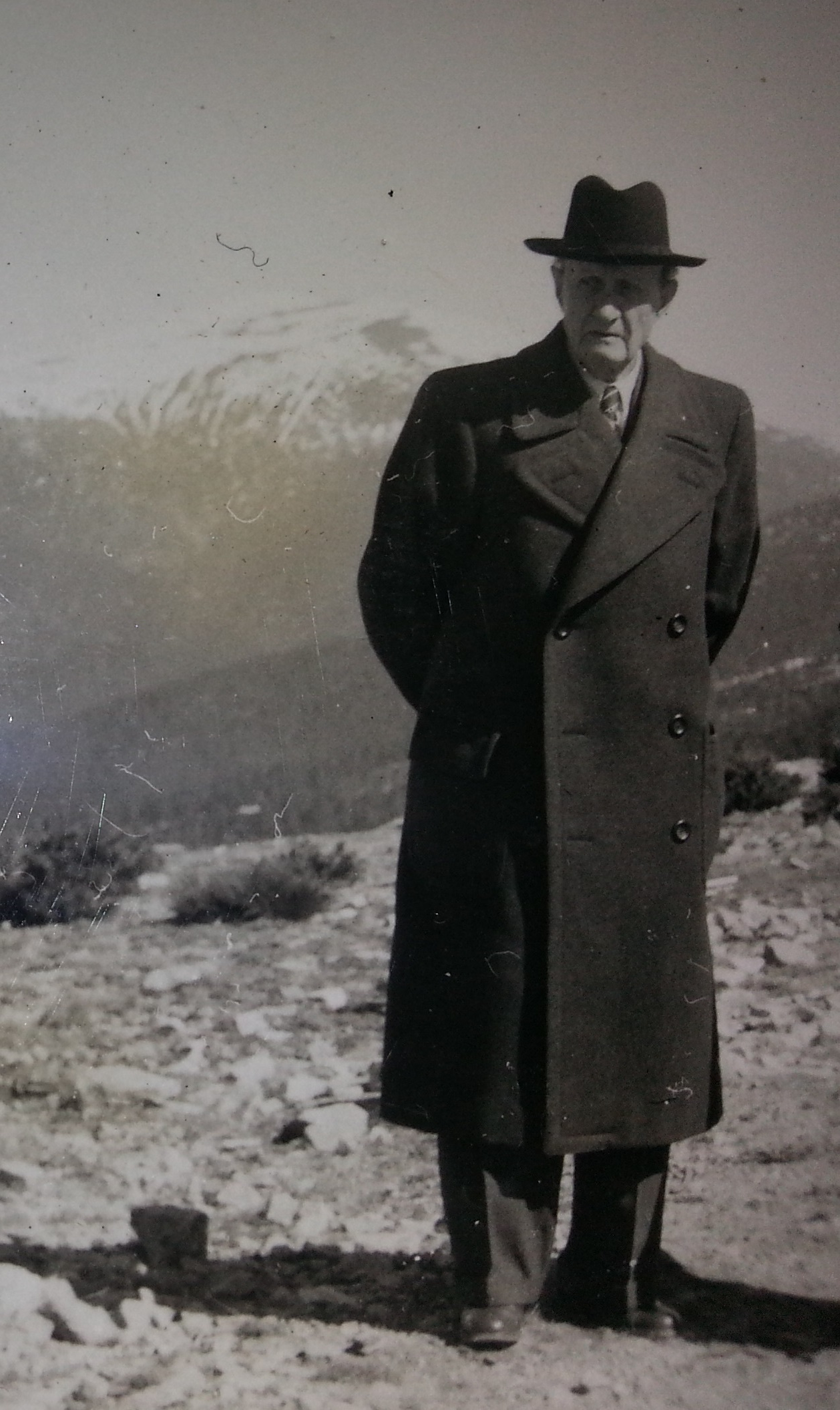
José Revilla Haya a comienzos de los años cuarenta.

## Vida
Hijo de los vizcaínos Gregorio de la Revilla Quintana y María Haya Qintana, nació en el número 79 de la calle de Toledo y estudió bachillerato en el Instituto Cardenal Cisneros de Madrid hasta 1882, donde compartió aulas con personajes como Alejandro Lerroux, el Conde de Romanones, Jacinto Benavente o Carlos Arniches entre otros. En 1883 ingresó en la Universidad Central de Madrid donde cursó estudios en Física y mediada la década accedió a la Escuela Técnica Superior de Ingenieros de Minas de Madrid donde fue alumno de Lucas Mallada.
Entre 1890 y 1896 trabajó junto al ingeniero francés de la Escuela Central de París, Félix Parent, en las minas de Aller (Asturias). Durante esta etapa en la Sociedad Hullera Española fue uno de los artífices de las políticas de paternalismo industrial impulsadas por su propietario Claudio López Bru, Marqués de Comillas, llevando a cabo la construcción del poblado minero de Bustiello para alojar y cubrir las necesidades básicas de los trabajadores de las minas. Este conjunto, declarado Bien de Interés Cultural, constituye uno de los modelos más acabados de intervención social patronal en España.
Fue destinado al Distrito Minero de León en 1896 donde trabajó adscrito al cuerpo de ingenieros de minas hasta los años veinte. Asumió la jefatura del distrito en 1909 e impulsó  el nacimiento de la compañía Minero Siderúrgica de Ponferrada en 1918 y la construcción del ferrocarril Ponferrada-Villablino, finalizado en 1919 tras diez meses y medio de trabajos estableciéndose el récord de rapidez en la construcción de un ferrocarril en España. En esos años al frente del distrito la extracción de carbones se incrementó exponencialmente en las cuencas leonesas, la causa fue la demanda creciente generada por el freno de las importaciones de hulla inglesa durante la Primera Guerra Mundial, la denominada orgía hullera de León.
En 1921 realizó un viaje por las cuencas mineras belgas comisionado como ingeniero consultor por la Compañía de los Caminos de Hierro del Norte de España para estudiar las medidas empleadas para evitar los desprendimientos de grisú y los resultados obtenidos. En 1929 ingresó en el Consejo de Minería como inspector general del Cuerpo de Ingenieros de Minas y en 1931 fue nombrado Presidente de la Sección de Tecnología y Estadística de dicho Consejo siendo Ministro de Fomento Álvaro de Albornoz.
Tío del ingeniero de minas Francisco Rived Revilla, contrajo matrimonio en 1898 con una sobrina de Félix Parent, la francesa Suzane Weens, con quien tuvo cinco hijos, Felisa, María (León,1900 - Madrid, 2003), Margarita, Lucía y Enrique Revilla Weens. Amigo de Pío Baroja, fue pianista amateur y esperantista. Vivió en la calle de Carlos III de Madrid y falleció el 9 de octubre de 1955 en Villa Rosita, su casa de la localidad vascofrancesa de Ascain.

## Obra escrita
Autor de varias obras científicas y técnicas, publicó su primer trabajo, Perfeccionamiento en la producción del acetileno, en 1897. Realizado en colaboración con el ingeniero e inventor Enrique Hauser y Neuburger, profesor del Laboratorio de Química de la Escuela Técnica Superior de Ingenieros de Minas de Madrid, fue traducido al francés y publicado en París. Entre su producción destaca Riqueza Minera de la Provincia de León que despertó interés fuera del ámbito científico, en figuras como Gumersindo de Azcárate o Marcelino Menéndez Pelayo. Azcárate, entonces Diputado por León, envió en diciembre de 1906 la siguiente carta a Menéndez Pelayo que había sido propuesto para el Premio Nobel el año anterior:

Mi querido amigo: Según mis noticias debe tener usted a informe, entre otras, una obra titulada Riqueza Minera de la provincia de León cuyo autor es Don José Revilla Ingeniero de Minas. Me va a permitir usted que llame su atención sobre aquella obra cuyo contenido no es exclusivamente técnico, como a primera vista parece, pues se ocupa con detenimiento y competencia de varias cuestiones económicas y sociales relacionadas íntimamente con la minería. Por otra parte, creo que sería muy conveniente estimular de alguna manera a las personas que se encuentran en condiciones de hacer trabajos análogos al realizado por el Señor Revilla porque no tiene duda que son muy útiles al país. Ruego a usted muy encarecidamente lea con interés aquella obra y mucho celebraría que la encontrase usted digna de mérito. Como siempre queda suyo afmo. amigo q.b.s.m. Añado que la impresión le ha costado un dineral, y escusado es decir su escasa demanda en el mercado.

Publicada en 1906, es la primera obra de conjunto acerca de la minería leonesa donde, además de los aspectos técnicos, el ingeniero abordó detenidamente la problemática de las condiciones de trabajo y de vida de los mineros leoneses a principios del siglo XX, que consideraba inhumanas, proponiendo como soluciones las obras sociales y la participación de los obreros en los beneficios a través de la implantación de salarios indirectos.

El minero no se interesa en la buena calidad del producto de su trabajo porque [...] está siempre a disgusto porque no se le considera, y hasta ahora nada han hecho las empresas para alojarlo decentemente, facilitarle los medios para que se alimente bien y proporcionarle recreos de espíritu; en una palabra hacerle agradable la vida.

Hacerle agradable la vida para que arraigue en un determinado sitio, se dedique exclusivamente a la minería, no siendo mixto de minero y agricultor, y abandone su manía justificada de cambiar de patrono por cualquier motivo, con la esperanza de que en otra parte siempre estará mejor o no podrá estar peor.

Generalmente el minero se aloja y come de una manera detestable. [...] Si el obrero es casado y vive con su familia en el punto donde trabaja, su alojamiento consiste en algún tugurio alquilado a un paisano o en una de las viviendas de un cuartel obrero, de dimensiones reducidas, que suele hacer más pequeñas aún admitiendo huéspedes solteros; en aquel pequeño espacio se hacen absolutamente todas las funciones de vida en contacto perpetuo las personas de la familia y forasteros sin distinción de edades ni sexo. Los casados que no viven con su familia y los solteros se albergan provisionalmente por grupos que cuida la mujer de un casado; a los que destina una habitación donde aquellos duermen de cualquier manera hacinados en peores condiciones que las bestias porque estas siquiera disponen del suficiente aire para la vida. [...] La nutrición está a la altura del alojamiento; la modesta comida del mediodía generalmente está fría y es raras veces nutritiva y bien condimentada. Hemos visto mujeres en invierno con ocho y diez grados bajo cero, llevar la comida a distancias de cuatro y cinco kilómetros.

La alimentación del obrero en el noroeste de España y especialmente en la provincia de León, es tan deficiente, que un obrero francés, belga, inglés o alemán no tendría con ella suficientes elementos nutritivos para reparar sus fuerzas aún en estado de reposo; el hábito del ayuno sostiene a los nuestros y justifica su reducido efecto útil.

No solamente bajo el aspecto industrial se deben considerar los perjuicios que tal estado de cosas trae consigo, sino, y principalmente desde el punto de vista social.

Hemos tratado de implantar por vía de ensayo, una fonda económica en una de las principales cuencas; nuestros esfuerzos han resultado estériles, porque no se traducía directamente la aplicación de un aumento de beneficios, aunque de un modo indirecto los produce, y bien grandes.

Todos los cálculos industriales que se hagan sobre cualquier negocio minero caen por su base mientras no se estabilice la cuestión obrera [...]. Mientras el obrero no viva decentemente, no podrá echar raíces en ninguna parte, y mientras no participe en los beneficios del patrono exigirá siempre a la fuerza, si puede conseguirlo.

Hemos demostrado que tenemos riqueza, si no tan concentrada como en Inglaterra, Alemania y Francia, tanto, por lo menos, como en Bélgica, y si allí se obtienen los números siguientes, y no hay gran diferencia geológica, la enorme entre los resultados económicos de los dos países, es debida a otras causas de tejas abajo, que no se le ocultarán al piadoso lector.

Apuntes para una guía geológico-industrial de España al alcance de todos, donde expuso de manera accesible los fundamentos de la Mineralogía y la Geología tal y como estaban establecidos a principios del siglo XX, fue publicado en 1913 y Desprendimientos instantáneos de grisú lo fue en 1922 tras su viaje a Bélgica, siendo reeditado en 1930.

Desde hace años vengo pensando en lo útil que sería para nuestro país, esencialmente minero, la publicación de algo que vulgarizara los conocimientos geológicos.

Siendo tan variada la Naturaleza, dentro de ella caben todas las agrupaciones posibles entre los cuerpos existentes; pero cuando se producen íntimamente entran en el dominio de la combinación química, y en la mayoría de estos casos sólo esta ciencia puede clasificarlos, saliendo de la esfera de la Mineralogía que los distingue por sus caracteres exteriores. Por muchas y minuciosas que sean las descripciones que se hagan de los minerales, no pueden conocerse sino viéndolos; el día en que se disponga prácticamente de la fotografía en colores y relieve, podrán representarse con figuras; hasta tanto tenemos que resignarnos a apuntar sus propiedades más salientes de la manera más concisa y exacta posible, evitando todo lo que no sea puramente esencial.

El 12 de noviembre de 1931, poco antes de dejar el Consejo de Minería,  envió una circular a los ingenieros jefes de los distritos mineros.

Durante la generación de los ingenieros que vivimos hoy, hemos visto progresar los conflictos sociales nacidos antes que nosotros y resolverse generalmente con soluciones de momento,  que no alcanzaban a la esencia de aquellos, surgiendo más agudizadas las dificultades y nuevos problemas al poco tiempo. En el presente año han llegado a su máxima intensidad, y siendo la minería el nervio de estas cuestiones y la rama industrial que ha provocado situaciones más peligrosas, no podemos olvidarlo, sino, por el contrario, darles la preferencia sobre los demás conceptos de la industria, pues la cuestión social, íntimamente ligada a la economía, son las dominantes a las que no se sustrae nadie que viva en la esfera industrial.

## Obras
- Perfeccionamiento en la producción del acetileno en colaboración con Enrique Hauser y Neuburger (1897).
- Minas de Vivero en colaboración con Rafael Sáenz Díez (1900).
- Resumen sobre el ferrocarril hullero de La Robla a Valmaseda (1905).
- Riqueza minera de la provincia de León: Su descripción, industria y estado de soluciones para explotarla (1906).
- Riqueza minera de la provincia de León: Suplemento 1º (1908).
- Descripción de las cuencas hulleras de la zona nordeste del distrito de Ciñera y Santa Lucía. Cuenca de Sabero. Cuenca de los Ríos Cea y Valdetuéjar (1909).
- Apuntes para una guía geológico industrial de España al alcance de todos (1913).
- Estudio industrial de los yacimientos hulleros y metalíferos de la provincia de León (1918).
- Desprendimientos instantáneos de grisú (1922).
- Estudio de los criaderos de la zona de Prado y cuenca de Santa Olaja y Argovejo (León) (1925).